# Elizabeth Hills-O'Leary
Elizabeth Hills-O'Leary (Boston, 16 de mayo de 1954) es una deportista estadounidense que compitió en remo. Ganó tres medallas en el Campeonato Mundial de Remo entre los años 1977 y 1981.

## Palmarés internacional
| Campeonato Mundial | Campeonato Mundial        | Campeonato Mundial | Campeonato Mundial |
| Año                | Lugar                     | Medalla            | Prueba             |
| ------------------ | ------------------------- | ------------------ | ------------------ |
| 1977               | Ámsterdam (Países Bajos)  | Medalla de bronce  | Doble scull        |
| 1978               | Cambridge (Nueva Zelanda) | Medalla de bronce  | Doble scull        |
| 1981               | Múnich (RFA)              | Medalla de plata   | Ocho con timonel   |